# سندرم روبینستاین-طیبی
سندروم روبینستاین-طیبی (به انگلیسی: Rubinstein–Taybi syndrome) یک اختلال ژنتیکی نادر است که بر روی بسیاری از سیستم‌های بدن تأثیر می‌گذارد. RSTS با تأخیر رشد، ویژگی‌های متمایز صورت، ناتوانی فکری (با IQ متوسط از ۳۶–۵۱)، انگشتان بزرگ و مشکلات تغذیه (دیسفاژی) مشخص می‌شود. ویژگی‌های چهره RSTS شامل چشمان بسته به سمت پایین (شکاف‌های شکسته پالپبرال)، مژه‌های طولانی، ابروهای منقبض رو به بالا، سپتوم بینی کم کالین (کولملا) و پوسیدگی در طرف زاویه دندان پیشانی (تالون cusps). مدیریت معمولاً شامل نظارت بر رشد و تغذیه، ارزیابی چشم و شنوایی سالانه و ارزیابی اختلالات قلب، دندان و کلیه می‌شود.

## علائم و نشانه‌ها
RSTS یک اختلال ژنتیکی نادر است که ممکن است بر بسیاری از سیستم‌های بدن تأثیر بگذارد. اختلالات شامل انگشتان گسترده، تأخیر در رشد، تأخیر گفتاری، ناتوانی فکری، اختلالات مشخص سر و صورت (اختلال حرکتی)، مشکلات تنفسی و تغذیه (دیسفاژی) و ناهنجاری‌های تخمدانی است. در برخی افراد ممکن است پوست، قلب یا سیستم تنفسی نیز تحت تأثیر قرار گیرد. علائم مرتبط با RSTS از فرد به فرد بسیار متفاوت است.
اکثر نوزادان مبتلا به RSTS دارای انگشتان بزرگ هستند که به دلیل گسترده بودن استخوان‌ها در انگشت شست و انگشتان بزرگ (فالانگ‌های پایانی) غیرطبیعی هستند. انگشت پنجم ممکن است در موقعیت خمیدگی (klinodactyly) ثابت شود.

## علل سندروم روبینستاین-طیبی
در بیشتر کودکان آسیب دیده، RSTS به عنوان نتیجه یک جهش ژنتیکی جدید (de novo) رخ می‌دهد که در والدین وجود ندارد.RSTS همچنین ممکن است در یک الگوی غالب اتوزوم به ارث برده شود، به این معنی که اگر فرد دارای RSTS باشد، هر یک از فرزندانش ۵۰٪ احتمال RSTS دارد. شایعترین ژن مسئول RSTS ژن CREBBP است. انواع پاتوژنیک در ژن CREBBP در ۶۰–۵۰٪ از افراد مبتلا به RSTS شناسایی شده‌اند. جهش در ژن EP300 در ۳ تا ۸ درصد افراد مبتلا به RSTS شناسایی شده‌است.

## شیوع سندروم
RSTS یک اختلال نادر است که در مردان و زنان به میزان مساوی تأثیر می‌گذارد. بروز دقیق RSTS ناشناخته است، اگر چه یک مطالعه در هلند تخمین می‌زند که میزان آن یک در بین ۱۲۵۰۰۰ نفر باشد.

## بیماری‌های مرتبط با سندروم روبینستاین-طیبی
علائم اختلالات زیر می‌تواند شبیه به سندرم روبینستاین-طیبی باشد. مقایسه ممکن است برای تشخیص افتراقی مفید باشد:
- سایمت ساتره-چوتزن: برای کسب اطلاعات بیشتر در مورد این اختلال، “Saethre Chotzen” را به عنوان عبارت جستجوی خود در پایگاه داده بیماریهای نادر قرار دهید.[۶]
- سندرم گرف سولفالوپلی سیندیکتاتیلی (GCPS): برای کسب اطلاعات بیشتر در مورد این اختلال، به عنوان عبارت جستجوی خود را در پایگاه اطلاعات بیماریهای نادر، “سندرم ” را انتخاب کنید.

ویژگی‌های صورت سندرم فلوتینگ-هاربر ممکن است در بعضی افراد شبیه به RSTS باشد. این سندرم با ویژگی‌های منحصر به فرد صورت، وزن کم هنگام تولد و قد کوتاه مشخص می‌شود که بین سنین ۶ تا ۱۲ ساله طبیعی می‌شود. ژن CREBBP (شناسایی شده در ۵۰ تا ۶۰ درصد افراد مبتلا) یا در ژن EP300 (شناسایی شده در ۳ تا ۸ درصد از افراد RSTS).

## درمان
مدیریت RSTS به سمت علائم خاص هر فرد هدایت می‌شود. مدیریت ممکن است هماهنگی یک تیم از متخصصان، از جمله متخصصان اطفال، پزشکان تشخیص و درمان نارسایی‌های قلبی (متخصصین قلب)، اختلالات اسکلتی (متخصصان ارتوپدی)، مشکلات شنوایی (متخصصان شنوایی)، اختلالات دستگاه ادراری (ارولوژیست)، اختلال عملکرد کلیه (نفرولوژیست‌ها)، و همچنین دندانپزشکان، فیزیوتراپ‌ها، آسیب شناسان گفتار، متخصصین تغذیه، و سایر متخصصان مراقبت‌های بهداشتی. پارامترهای رشد باید به‌طور منظم بر روی یک نمودار رشد خاص RSTS ترسیم شوند. باید سالانه نظارت معمول برای اختلالات قلب، دندان و کلیوی وجود داشته باشد.
جراحی ارتوپدی، فیزیوتراپی یا سایر تکنیک‌های حمایتی ممکن است به درمان برخی ناهنجاری‌های اسکلتی که به‌طور بالقوه مرتبط با RSTS مانند اسکولیوز باشد کمک کند. در برخی موارد، ممکن است عمل جراحی بر روی دست یا پا انجام شود، به ویژه هنگامی که انگشتان اضافی وجود داشته باشد. افراد آسیب دیده ممکن است نیاز به مداخله اولیه برای جلوگیری یا نظارت بر مشکلات تنفسی و تغذیه داشته باشند. مشاوره ژنتیکی برای افراد مبتلا و افراد خانواده آنها توصیه می‌شود.